# 闵家镇
闵家镇，是中华人民共和国吉林省长春市榆树市下辖的一个乡镇级行政单位。

## 行政区划
闵家镇下辖以下地区：
闵家村、古城村、娄家村、何家村、米乡村、单家村、康家村、李家村、西北地村、金家村、东升村、三合村、二十家子村和前锋村。